# Fugitivo nu

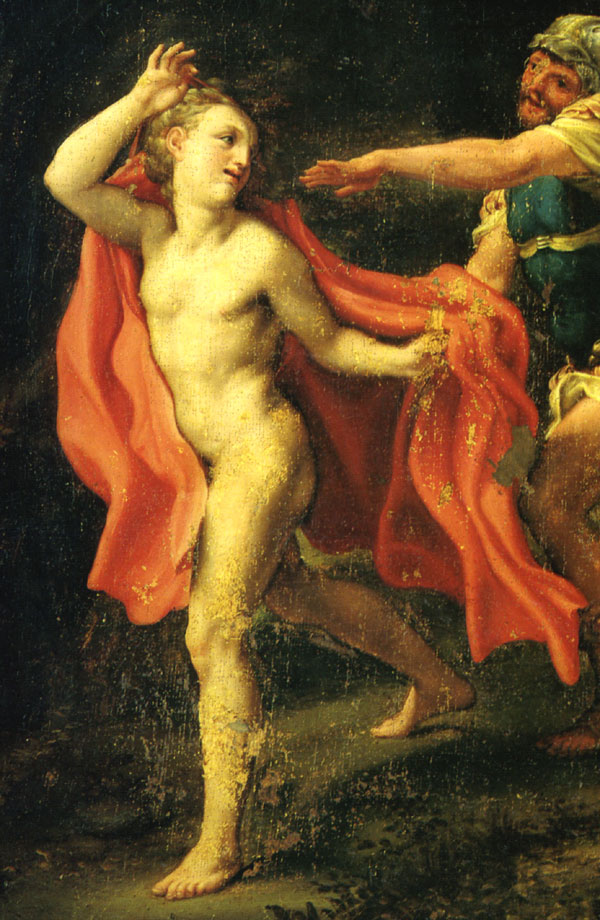
A Traição de Cristo, com um soldado em perseguição, por Correggio, c. 1522

O fugitivo nu ou jovem nu é um jovem não identificado mencionado brevemente no Evangelho de Marcos, logo após a prisão de Jesus no Jardim do Getsêmani, quando todos os seus discípulos fugiram:
Um certo jovem o seguia, vestindo apenas um lençol de linho. Eles o agarraram, mas ele largou o lençol e fugiu nu. 
Os relatos paralelos nos outros Evangelhos canônicos não mencionam esse incidente. 
O uso de uma única peça de roupa (em grego: σινδόνα, romaniz.: sindona ) não teria sido indecente ou extraordinário, e há muitos relatos antigos de como essas vestimentas se soltavam facilmente, especialmente com movimentos bruscos. 